# Kosheen
Kosheen (рус. Коши́н) — британский музыкальный коллектив, который был создан в 1998 году в городе Бристоле и представляет собой объединение двух музыкальных направлений — трип-хоп, драм-н-бейс. Название группы представляет собой сочетание японских слов старый (яп. 古 ко) и новый (яп. 新 син).
В состав группы входят:
- Шан Эванс[1] (Шан Эванс) — вокалистка, автор песен.
- Даррен Бил[2] (англ. Darren Beale), более известный как Decoder — продюсер.
- Марки Моррисон (англ. Markee Morrison), более известный как Substance — продюсер.

## История
Проект Kosheen родился в конце 90-х годов, в портовом городе Бристоль — своего рода столице трип-хоп и драм-н-бейс-движения. Именно в этом небольшом городе Марки Сабстенс и Даррен Декодер впервые услышали голос Шан Эванс.
Для Шан Эванс история успеха началась в родном Уэльсе. Ещё в подростковом возрасте она творила своим неповторимым голосом вокальные партии для множества местных джаз-бендов и r&b-групп. Вскоре прогрессивная энергия танцевальной музыки покорила Шан, завладела её голосом, и буквально заразила молодую девушку «клубным» энтузиазмом. Перебиваясь различными подработками, она продолжала дарить свой вокал множеству танцевальных треков, и одновременно сочиняла много песен в паре со своей старенькой акустической гитарой.
С тех пор в жизни Шан все пошло по-другому, её музыкальные горизонты расширились и она переехала в Бристоль, где и началась история коллектива Kosheen.
До начала образования группы, Даррен Декодер и Марки Сабстенс исполняли в разнообразных панк-группах драм-н-бейс, но однажды случайно, находясь у друга в студии звукозаписи, они услышали голос Шан Эванс.
Три сингла приготовили отличную почву для выхода альбома Resist.
Второй альбом группы, Kokopelli, получился очень разнообразным в музыкальном плане, а по настроению гораздо более мрачным и трагическим, по сравнению с дебютным диском.
После трёх лет перерыва Kosheen в очередной раз демонстрируют свою экстраординарность. В 2007 году вышел альбом Damage.
Четвёртый студийный альбом группы Independence вышел 1 октября 2012 года. И последний на сегодняшний момент альбом вышел в 2013 году — Solitude.

## Награды
- Альбом Resist — получил статус Платиновый диск (2001)
- трек Hide U — лучший сингл UK Drum-n-Bass Awards (2002)
- Kosheen — лучшая живая группа Dancestar Music Awards UK (2002)
- лучшая запись года Hide U — Dancestar USA Music Awards (2002)
- Альбом Kokopelli — получил статус Золотой диск (2003)

## Дискография

### Альбомы
| Год  | Альбом       | Позиция в чартах | Позиция в чартах | Позиция в чартах | Позиция в чартах | Позиция в чартах | Позиция в чартах |
| Год  | Альбом       | UK               | AUS              | US Electronic    | DE               | AT               | CH               |
| ---- | ------------ | ---------------- | ---------------- | ---------------- | ---------------- | ---------------- | ---------------- |
| 2001 | Resist       | 8                | 29               | 15               | 45               | 18               | -                |
| 2003 | Kokopelli    | 7                | 67               | -                | 16               | 6                | 30               |
| 2007 | Damage       | 95               | -                | -                | 48               | 18               | -                |
| 2012 | Independence | 1 октября 2012   | 1 октября 2012   | 1 октября 2012   | 1 октября 2012   | 1 октября 2012   | 1 октября 2012   |
| 2013 | Solitude     | 28 ноября 2013   | 28 ноября 2013   | 28 ноября 2013   | 28 ноября 2013   | 28 ноября 2013   | 28 ноября 2013   |

### Синглы
| Год  | Название                     | Позиции в чартах | Позиции в чартах | Позиции в чартах | Позиции в чартах | Позиции в чартах | Позиции в чартах | Позиции в чартах |
| Год  | Название                     | UK               | AUS              | US Dance Sales   | IRE              | ITA              | AT               | Германия         |
| ---- | ---------------------------- | ---------------- | ---------------- | ---------------- | ---------------- | ---------------- | ---------------- | ---------------- |
| 1999 | «Yes Men»                    | -                | -                | -                | -                | -                | -                | -                |
| 1999 | «Dangerous Waters»           | -                | -                | -                | -                | -                | -                | -                |
| 2000 | «Hide U»/«Empty Skies»       | 73               | -                | -                | -                | -                | -                | -                |
| 2000 | «Catch»                      | 86               | -                | -                | -                | -                | -                | -                |
| 2001 | «(Slip & Slide) Suicide»     | 50               | -                | -                | -                | -                | -                | -                |
| 2001 | «Hide U (Remix)»             | 6                | 23               | 15               | -                | -                | -                | -                |
| 2001 | «Catch (Re-release)»         | 15               | 27               | -                | -                | -                | -                | -                |
| 2002 | «Hungry»                     | 13               | 53               | -                | -                | -                | -                | -                |
| 2002 | «Harder»                     | 53               | -                | -                | -                | -                | -                | -                |
| 2003 | «All In My Head»             | 7                | 37               | -                | 34               | 49               | -                | -                |
| 2003 | «Wasting My Time»            | 49               | -                | -                | -                | -                | -                | -                |
| 2004 | «Avalanche»                  | -                | -                | -                | -                | -                | -                | -                |
| 2007 | «Overkill (Is It over Now?)» | -                | -                | -                | -                | -                | 66               | 70               |
| 2007 | «Guilty»                     | -                | -                | -                | -                | -                | -                | -                |

### Видеоклипы
| Год  | Видеоклип                   | Директор       |
| ---- | --------------------------- | -------------- |
| 2001 | «Hide U»                    | Jason Smith    |
| 2001 | «Catch»                     | Jeff Thomas    |
| 2001 | «Hide U (US Version)»       |                |
| 2001 | «(Slip & Slide) Suicide»    |                |
| 2002 | «Hungry»                    |                |
| 2002 | «Harder»                    | Sven Harding   |
| 2003 | «All In My Head»            |                |
| 2003 | «Wasting My Time»           | Mike Lipscombe |
| 2003 | «Catch (BCDJ’s Lounge Mix)» | Jeff Thomas    |
| 2007 | «Overkill»                  |                |
| 2007 | «Guilty»                    |                |
| 2012 | «Get A New One»             | Global Fire    |
| 2012 | «Holding On»                |                |
| 2012 | «Mannequin»                 |                |

## Фильмография
- 2001 — Top of the Pops — «Catch»
- 2002 — Берлин, Берлин (эпизод «Lesbe sein dagegen sehr») — «Catch»
- 2002 — FIFA Football 2003 — «Hide U», «Pride»
- 2003 — История Трейси Бикер / The Story of Tracy Beaker (эпизод «Bad Girls») — «Catch»
- 2010 — So You Think You Can Dance (эпизод «Top Four Perform») — «Hide U»
- 2013 — Самая яркая звезда / Brightest Star — «Colours»
- 2021 — Gods of Snooker — «Little Boy»